# Tyranneutes
Tyranneutes es un género de aves paseriformes perteneciente a la familia Pipridae que agrupa a dos especies alopátricas nativas de América del Sur, en la Amazonia y el escudo guayanés, separadas por el río Amazonas y el río Negro. A sus miembros se les conoce por el nombre popular de saltarines.

## Etimología
El nombre genérico masculino «Tyranneutes» deriva del griego «turanneuō, turannos» que significa ‘ser un tirano’, ‘tirano’.

## Características
Estos dos diminutos pípridos de las selvas húmnedas amazónicas y guayanenses miden entre 7,5 y 8 cm de longitud. Son aves oscuras e inconspícuas mejor conocidas por los cantos de los machos. Ambas especies también ejecutan una maravillosa (pero raramente vista) exhibición aérea.

## Taxonomía
Los estudios de filogenia molecular de Tello et al (2009) y McKay et al (2010), verificaron la existencia de dos clados bien diferenciados dentro de la familia Pipridae: uno llamado de subfamilia Neopelminae, Tello, Moyle, Marchese & Cracraft, 2009 agrupando a los saltarines más asemejados a atrapamoscas de los géneros Neopelma y Tyranneutes; y los restantes géneros llamados de «saltarines propiamente dichos» en un clado monofilético. Esto fue plenamente confirmado por los amplios estudios de filogenia molecular de los paseriformes subóscinos realizados por Ohlson et al (2013). El Comité de Clasificación de Sudamérica (SACC) adopta esta última división y secuencia linear de los géneros, a partir de la aprobación de la Propuesta N° 591. La clasificación Clements Checklist v.2017, el IOC, y el Comité Brasileño de Registros Ornitológicos (CBRO) adoptan integralmente esta secuencia y división.

## Lista de especies
Según las clasificaciones del Congreso Ornitológico Internacional (IOC) y Clements Checklist/eBird, el género agrupa a las siguientes especies con el respectivo nombre popular de acuerdo con la Sociedad Española de Ornitología (SEO):
| Imagen | Nombre científico      | Autor            | Nombre común      | Estado de conservación | Distribución |
| ------ | ---------------------- | ---------------- | ----------------- | ---------------------- | ------------ |
|        | Tyranneutes stolzmanni | (Hellmayr), 1906 | saltarín enano    | LC                     |              |
|        | Tyranneutes virescens  | (Pelzeln), 1868  | saltarín diminuto | LC                     |              |